# Brachynemurus hubbardii
Brachynemurus hubbardii là một loài côn trùng trong họ Myrmeleontidae thuộc bộ Neuroptera. Loài này được Currie miêu tả năm 1898.